# 翁水河
翁水河，是位于云南省迪庆藏族自治州香格里拉市北部的一条河流，是格咱河支流。发源于香格里拉市格咱乡东北部山麓，汇入格咱河。河长56.2千米，流域面积764平方千米，落差2502米。